# Sant Anton de Pano
San Anton de Pano és una ermita romànica llombarda del segle xi, situada al municipi de Graus, dins de la Franja de Ponent a la comarca de la Ribagorça a l'indret conegut com a Pano.
La seva planta és basilical de tres naus i absis cilíndrics amb arcuacions cegues. La portalada és un arc senzill de mig punt.
El seu estat és correcte i ha estat restaurat. Des de 1983 és considerada monument historicoartístic.